# Phlyctospora
Phlyctospora is een geslacht van schimmels uit de familie van de Sclerodermataceae. De typesoort is Phlyctospora fusca.

## Soorten
Volgens Index Fungorum telt het geslacht vier soorten (peildatum november 2021):
| Soortnaam                    | Auteur(s) | Publicatiejaar |
| ---------------------------- | --------- | -------------- |
| Phlyctospora fusca           | Corda     | 1841           |
| Phlyctospora maculata        | Pat.      | 1892           |
| Phlyctospora magni-ducis     | Sorokīn   | 1884           |
| Phlyctospora sclerodermoides | Clem.     | 1894           |